# 新概念作文大赛
新概念作文大赛是在中国大陆地区（2007年10月首设港澳赛区）专门面向30岁以下青年的一项文学赛事，该赛事每年举办一次。

## 概况
新概念作文大赛是由《萌芽》杂志社于1998年发起，并在1999年与北京大学、复旦大学、华东师范大学、南京大学、南开大学、山东大学、厦门大学等七所全国重点大学开始联合举办的一场文学赛事。后来，清华大学、北京师范大学、武汉大学、中山大学、浙江大学、中国人民大学等高校也相继加入其中的评选活动。2012年上海戏剧学院加入。截至目前，已有十四所中国大陆地区的高校参与赛事的评选。
该赛事被分为A、B、C三个组别：
- A组：应届高三及高二学生（包括三校生）
- B组：高一以及初中学生（包括三校生）
- C组：除中学生以外的30岁以下的青年人

大赛邀请著名作家、编辑、人文学者和大学中文系教授作为评委。为了引起人们注意，吸引作者参加比赛，比赛特别指明获得一等奖的应届高三毕业生的作者将有可能被主办大学录取。后来随着中国高考制度的改革，从第三届开始，不再有此优惠条件，但获奖者仍然有机会被这些大学作为“自主招生”的范围内录取。但也有人称作者为了获得免试录取的资格，会迎合评委的欣赏口味。这一说法并未得到主办方和评委的认同。
赛制分为初赛和复赛。初赛由作者提交作品和报名表邮寄到《萌芽》杂志社，再由评委评审选拔至复赛；得到复赛资格的作者赴上海参加统一的现场比赛。大赛的获奖作品（包括初赛和复赛）会在《萌芽》杂志选登，并由《萌芽》杂志整理出版文集。

## 特点
该赛事以“新概念”为主旨，意在提倡（即“特点”）：
“新思维”——创造性、发散型思维，打破旧观念、旧规范的束缚，打破僵化保守，无拘无束；
“新表达”——不受题材、体裁限制，使用属于自己的充满个性的语言，反对套话，反对众口一词；
“真体验”——真实、真切、真诚、真挚地关注、感受、体察生活。

## 影响
在新概念作文大赛的影响下，在青少年（主要是中学生）中引发了对旧有作文模式的摒弃，以及对“新概念”模式的效仿。对此各方看法不一，一部分教育工作者表示担心。但是大赛并未直接影响中国大陆中学的语文和写作教学。
一批被称为“80后”的作家是由于参与了新概念作文大赛而引起人们的注意。如韩寒、郭敬明、张悦然等是他们的代表人物。他们和他们的作品得到了广大青少年的支持和追捧，也引来了媒体和社会各界的议论。此外，后来成为演员的胡歌也参与了新概念作文大赛，但未能进入决赛。

## 质疑
2012年，首届新概念作文大赛一等奖获奖者韩寒被质疑参赛过程造假舞弊。随后，韩寒和萌芽杂志社也拿出了相关证据，力图证明自己清白，并一度诉诸法律，但是，至今从未有任何一宗所谓的诉讼在中国任何法庭正式开庭。